# Nuestra Televisión
Nuestra Televisión (NTV) fue un canal asturiano de televisión perteneciente a La Chalga Producciones S.L. Su presidente es Luis Rivaya.
Nuestra Televisión sólo se emitía en la Comarca de la Sidra, formada por Sariego, Bimenes, Cabranes, Nava, Villaviciosa; y se ve parcialmente, en Siero y Gijón.
Todo lo que emite es de producción propia 
Previo a las elecciones del 27 de mayo de 2007 su director Luis Rivaya comenzó a emitir un programa llamado "Palabra de honor" de lo que opinaba sobre el desarrollo de la campaña electoral 
Durante la tarde de las elecciones autonómicas y locales del 27 de mayo de 2007, emitió un programa especial y en directo de las elecciones. El programa informaba de todo lo que sucedía en las elecciones a los ayuntamientos de Cabranes, Villaviciosa, Bimenes, Nava, Piloña y Colunga y en las elecciones autonómicas al Principado de Asturias. El programa duró, aproximadamente, desde las cinco de la tarde hasta las doce de la noche. 
Durante el verano emitía un programa llamado "Vamos a la Playa" este verano del 2008 su segunda temporada. Lo realiza semanalmente (los miércoles) desde la Playa de Rodiles en Villaviciosa.
El canal cesó sus emisiones en 2010 al no disponer de una licencia de TDT.